# Добрешть (комуна, Арджеш)
Добрешть, Добрешті (рум. Dobrești) — комуна у повіті Арджеш в Румунії. До складу комуни входять такі села (дані про населення за 2002 рік):
- Добрешть (976 осіб)
- Фурешть (868 осіб)

Комуна розташована на відстані 96 км на північний захід від Бухареста, 23 км на північний схід від Пітешть, 126 км на північний схід від Крайови, 85 км на південний захід від Брашова.

## Населення
За даними перепису населення 2002 року у комуні проживали 1844 особи.
Національний склад населення комуни:
| Національність | Кількість осіб | Відсоток |
| -------------- | -------------- | -------- |
| румуни         | 1839           | 99,7%    |
| цигани         | 4              | 0,2%     |
| німці          | 1              | 0,1%     |

Рідною мовою назвали:
| Мова      | Кількість осіб | Відсоток |
| --------- | -------------- | -------- |
| румунська | 1843           | 99,9%    |
| німецька  | 1              | 0,1%     |

Склад населення комуни за віросповіданням:
| Релігія       | Кількість осіб | Відсоток |
| ------------- | -------------- | -------- |
| православні   | 1839           | 99,7%    |
| п'ятдесятники | 5              | 0,3%     |

## Зовнішні посилання
- Дані про комуну Добрешть на сайті Ghidul Primăriilor